# Kazibaga
Kazibaga (persiska: قاضی بُلاغ, قازی بُلاغی, قازی باغی, قازيبَغَ, قاضی باغی, Qāẕī Bolāgh, Qāẕī Bāghī) är en ort i Iran.   Den ligger i provinsen Zanjan, i den nordvästra delen av landet, 260 km nordväst om huvudstaden Teheran. Kazibaga ligger 572 meter över havet och antalet invånare är 412.
Terrängen runt Kazibaga är kuperad åt nordost, men åt sydväst är den bergig.Runt Kazibaga är det ganska glesbefolkat, med 47 invånare per kvadratkilometer. Närmaste större samhälle är Āb Bar, 9,9 km nordost om Kazibaga. Trakten runt Kazibaga består i huvudsak av gräsmarker.